# Ferkessédougou
Ferkessédougou (communément appelé Ferké) est une ville de Côte d'Ivoire, chef-lieu de la région du Tchologo. Du point de vue de son importance démographique, elle est l'une des plus grandes villes du nord du pays.

## Toponymie
Au plan étymologique, le mot Ferkessédougou comprend deux parties : Ferkessé (ou Felguessi selon certaines sources) et dougou (en langue bambara, dougou signifie village) ; en d'autres termes le village de Felguessi.

## Géographie

### Situation
Située à 650 km d’Abidjan et à 360 km de Yamoussoukro, Ferkessédougou est le chef-lieu de la région du Tchologo, frontalière du Mali et du Burkina Faso.

Carte du nord de la Côte d'Ivoire.

### Climat et végétation
La végétation de la région est celle de la savane arborée.
Le climat y est très chaud et très sec (du type du climat soudanais), avec, en décembre et janvier, l'harmattan, un vent puissant venu du Sahara, qui abaisse considérablement la température. La grande saison sèche (octobre-mai) précède la saison des pluies marquée par deux maxima pluviométriques, l'un en juin et l'autre en septembre,,.

## Histoire
Fondée par feu Dou Felguessi, premier chef de Ferkessédougou, la ville a pour nom d'origine Felguessikaha. Après que le chemin de fer l'ait atteint en 1929, la localité a été érigée en commune par la loi Nº78-07 du 09 janvier 1978 ; faisant ainsi d'elle l'une des 27 communes de plein exercices instituées par ladite loi. Toutefois, c’est la loi Nº80-1180 du 17 octobre 1980, relative à l’organisation et au fonctionnement desdites communes qui viendra la rendre opérationnelle.

## Administration

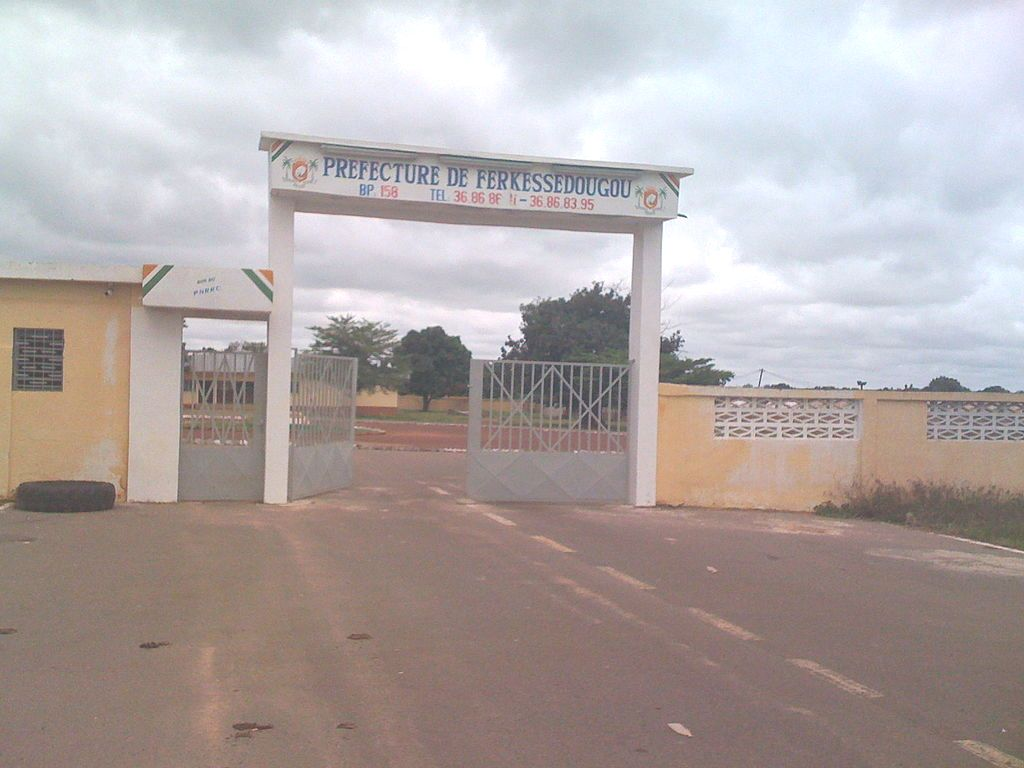
Entrée principale de la préfecture de Ferkessédougou.

Une loi de 1978 a institué vingt-sept communes de plein exercice sur le territoire du pays, dont Ferkessédougou. Cette localité est également chef-lieu de sous-préfecture et chef-lieu de département.
Ferkessédougou est une entité administrative à la fois décentralisée et déconcentrée.
| Date d'élection | Identité                        | Parti | Qualité              | Statut |
| --------------- | ------------------------------- | ----- | -------------------- | ------ |
| depuis 2013     | Ouattara Blidia Alain Hyacinthe | RDR   | Administrateur Civil | élu    |
| 2018            | Ouattara Kaweli                 | RHDP  | Maire                | élu    |

## Représentation politique
| Date d'élection | Identité                 | Parti    | Qualité         | Statut  |
| --------------- | ------------------------ | -------- | --------------- | ------- |
| 1960            | Nambelessini Silué       | PDCI-RDA | Instituteur     | désigné |
| 1980            | Kigbafory Joachim        | PDCI-RDA | Économiste      | élu     |
| 1985            | Tiékoura Koné            | PDCI     | Instituteur     | élu     |
| 1995            | Silué Josephine          | PDCI-RDA | Femme politique | élu     |
| 2001            | Koné Madou Jonas         | PDCI-RDA | Homme politique | élu     |
| 2011            | Soro Kigbafori Guillaume | RDR      | Homme politique | élu     |
| 2016            | Soro Kigbafori Guillaume | RDR      | Homme politique | élu     |

Le mandat de l’Assemblée nationale élue en 2001 s'achevait, le 16 décembre 2005. Mais, en raison de la crise politico-militaire de 2002, les élections législatives n'ont pas eu lieu et l’Assemblée nationale en place est demeurée en fonction, et a conservé ses pouvoirs.

## Société

### Démographie
Les groupes majoritaires sont les Sénoufos-Niarafolos et les Palakas.
| Rec.1975 | Rec. 1988 | Est. 2010 | 2021    |
| -------- | --------- | --------- | ------- |
| 24 662   | 35 155    | 62 184    | 160 267 |

### Éducation
Le département compte aussi une institution de formation et d'éducation féminine située au chef-lieu, l'un des 90 centres de cette nature existant dans le pays. Cette institution a pour objet de permettre aux femmes analphabètes, aux jeunes filles non scolarisées ou déscolarisées, aux femmes agricultrices de trouver une opportunité pour le développement d'aptitudes nouvelles permettant leur insertion ou leur autonomisation.

### Langues
Depuis l'indépendance, la langue officielle dans toute la Côte d'Ivoire est le français. La langue véhiculaire, parlée et comprise par la majeure partie de la population, est le dioula mais la langue vernaculaire de la région est le sénoufo.
Le français effectivement parlé dans la région, comme à Abidjan, est communément appelé le français populaire ivoirien ou français de dago qui se distingue du français standard par la prononciation et qui le rend quasi inintelligible pour un francophone non ivoirien.
Le département de Ferkessédougou accueillant de nombreux ivoiriens issus de toutes les régions du pays, toutes les langues vernaculaires du pays, environ une soixantaine, y sont pratiquées.

### Santé
L'ensemble du département souffre sensiblement d'un manque d'infrastructures médicales. Le manque de personnel qualifié se fait sentir, comme dans toute la région des savanes, puisque pour les quatre départements qui la constituent, ceux de Boundiali, Korhogo, Tingréla et Ferkessédougou, quarante-cinq médecins exerçaient en 2001, et vingt-trois en 2005 pour une population totale de 1 215 000 habitants. Le nombre des infirmiers a également baissé de 254 à 67 sur cette même période. Outre les structures sanitaires publiques, Ferké abrite l'hôpital Baptiste de l'AEBECI, fondé en 1952.

## Économie

### Transports
La ville est un passage obligé vers le Burkina Faso et le Mali. Le train qui conduit d'Abidjan à Ouagadougou s'y arrête. Cette position de carrefour renforce son activité commerciale (marché important). Un aérodrome existe.
Le 22 mai 2021, le gouvernement ivoirien a posé la première pierre du futur port sec de Ferkessédougou, devant desservir à partir de 2024 : le Mali, le Burkina Faso et le Niger. Ce projet participera à créer environ 65 000 emplois directs et indirects dans la région du Tchologo et surtout l'axe Abidjan-Ouagadougou. Le coût total est estimé à 254 milliards de francs CFA (quatre cents millions d'euros).

#### Train
| Origine | Arrêt précédent | Train | Train         | Train | Arrêt suivant  | Destination |
| ------- | --------------- | ----- | ------------- | ----- | -------------- | ----------- |
| Abidjan | Bouaké          |       | [Non indiqué] |       | Ouangolodougou | Ouagadougou |

### Secteur primaire
Comme dans tout le nord du pays, le coton y est une culture importante.
La grande activité de la région est le sucre avec d'immenses plantations de canne à sucre autour de la ville.

### Secteur secondaire
Deux raffineries de sucre sont implantées dans la zone (Ferké 1 dans le département de Ferkessédougou-région du Tchologo ;  Ferké 2 dans le département de Niakaramandougou-région du Hambol). Toutes deux appartiennent au groupe SUCAF Côte d'Ivoire.

### Secteur tertiaire
Le commerce est fortement développé à Ferkessédougou. Les banques y sont représentées dans cette localité.

### Personnalités liées
- Marie-Claire Kakpotia Moraldo (1982-), militante pour les droits des femmes, y est née ;
- Guy-Alain Emmanuel Gauze (1952-2021), homme politique ivoirien, y est né ;
- Guillaume Soro a été l'homme fort dans la région depuis la fin de la guerre civile jusqu'en 2020.

## La région
- Proximité du parc naturel de Bouna.

## Villes voisines
- Korhogo vers l'ouest ;
- Bouna vers l'est ;
- Ouangolodougou et Bobo-Dioulasso, au Burkina Faso, au nord ;
- Katiola au sud.